# 椙本滋
椙本 滋（すぎもと しげる、旧芸名：つんつん、本名：杉本 茂（すぎもと しげる）、1968年11月2日 - ）は、日本の俳優、ナレーター、声優、演出家、ラジオディレクター。ヘリンボーン所属。身長178cm。

## 来歴
劇団ビタミン大使ABCの元所属俳優で、「つんつん」という名前で2010年まで活動した。
また劇団ビタミン大使ABC在籍時から「椙本滋」名義で声優をしていたが、退団後「つんつん」は使用せず「椙本滋」で活動している。

## 出演作品

### 映画
- ローレライ（2005年） - 椙本二曹 役
- 石岡タロー[1]（2023年）

### テレビドラマ
- 水戸黄門 第42部 第14話「命を張った弥七の度胸 -松江-」（2011年1月24日、TBS / C.A.L） - 権八 役

### テレビアニメ
- キノの旅（2003年）
- こちら葛飾区亀有公園前派出所 第338話「中川家お家騒動」（2004年） - 中川重吉 役
- capeta（2005年） - 坪巻秀一 役
- 蟲師（2005年） - 婚約者 役
- 家庭教師ヒットマンREBORN!（2006年） - ニコラ隊長 役
- 人造昆虫カブトボーグ V×V（2007年） - 雲丹沢 役
- ガッチャマン クラウズ インサイト（2015年） - 岸田泰之 役

### OVA
- 戦闘妖精雪風（2002年）

### 吹き替え
- ジュラシック・ワールド（2015年） - 無線の声 役 ※劇場公開版
- ガーディアンズ・オブ・ギャラクシー:リミックス（2017年） - マルティネックス 役（マイケル・ローゼンバウム）[2]
- サイバー・リベンジャー（2017年） - ヘンリック 役（ミカエル・ニクヴィスト）
- ガーディアンズ・オブ・ギャラクシー:VOLUME 3（2023年[3]）

### バラエティ
- ダウンタウンのごっつええ感じ
- ウッチャンナンチャンのやるならやらねば!

### CM
- NTTドコモ お兄ちゃん篇
- 洋服の青山 オーウェン着用スーツ篇
- KINCHOラジオCM  ゴキブリと少年

### ナレーション
- トイザらス「レゴニンジャゴー」
- グングニル -魔槍の軍神と英雄戦争-
- 象印 炊飯ジャー「極め羽釜」紹介篇
- BS日テレ「ブランドストーリー〜悠久への誘い〜」アメリカコーチ篇
- フジフイルム「ASTALIFT」それぞれの旅先篇
- ブルーインパルス2011「絆」
- Blue is Blue The 50years 〜ブルーインパルス栄光の50年〜
- GLAY STADIUM LIVE 2012 THE SUITE ROOM in OSAKA NAGAI STADIUM
- KOBELCO「自動車用鉄アルミ 日本だよ」篇 「自動車用鉄アルミ フラメンコ」篇 「建機」篇 「ITmk3 せっかち」篇 「ITmk3 カラテ」篇

### 舞台
- ホライズン（1992年11月）
- 青春歌論（1993年1月、シアターモリエール）
- ラモベレール村の陽は遠く（1993年）
- 高山課長の忙しい夜（1993年9月、シアターサンモール）
- 夏屋服部商店のやり方（1994年5月、シアターモリエール）
- ほ通り六番の柱がないので（1994年9月、シアターサンモール）
- 東京タワーには行きたがらない（1995年5月、東京芸術劇場）
- ブラザー・リコの盗聴大作戦（1995年9月、シアターサンモール）
- 澤田主任の気合の入った贈り物（1996年5月、下北沢駅前劇場）
- シバケン巡査がいた夏祭り（1996年9月、シアターサンモール）
- 黒蠍四兄妹の西海フローチャート（1997年5月、シアターモリエール）
- ニュー銀山閣に泊まるのだけは（1997年9月、シアターサンモール）
- 誘蛾灯（1998年5月、青山円形劇場）
- 鬼（1998年9月、シアターサンモール）
- ブラザー・リコのjipangu大逆転（1999年5月、東京芸術劇場）
- 波乗りケナイの遠慮（1999年9月、シアターサンモール）
- 大家族（2000年5月、本多劇場）
- 求愛日和（2000年9月、シアターサンモール）
- ホームライク・ホームレスネス（2001年8月、紀伊國屋ホール）
- 僕のクラス〜教育ビジネスの現場から〜（2001年11月、シアターサンモール）
- 黒くなる（2002年7月、紀伊國屋ホール）
- 眠る夢、見る夜（2002年11月、シアターサンモール）
- 世襲ブギ☆（2004年7月、シアターサンモール）
- 黒くなる（再演）（2004年11月、紀伊國屋ホール）
- ラモベレール村の陽は遠く（再演）（2005年5月、ザ・ポケット）
- ほ通り六番の柱がないので（再演）（2005年10月、紀伊國屋ホール）
- 夏屋服部商店のやり方（再演、演出、出演）（2006年4月、シアターグリーン）
- 君のビート（2006年10月、シアターサンモール）
- 誘蛾灯（再演、演出、出演）（2007年7月、SPACE 107）
- Cube:0（2007年11月、シアターサンモール）
- インスンデル（2009年11月、シアターサンモール）
- 午前3時のおやつ 作・演出、板坂尚（2000年）
- あいうえ落ち葉の 作・演出、宮川賢（2001年）
- 三又又三プロデュース お〜い!竜馬 後藤象二郎役 原作・武田鉄矢、作画・小山ゆう、脚本演出・西村太佑（グワイニャオン）
  - 青春篇（2006年）
  - 青春篇ザ・ファイナル（2008年）
- 青春篇ザ・ラスト（2010年）
- 人まがい（2011年）
- がんぜない瞳の殺人者（2012年）
- 女〜ワタシワカラナイ〜（2012年）
- 元禄ヨシワラ心中（2012年）
- IN EASY MOTION vol.15 NO（2012年）
- 大奥春秋―御広敷伊賀者、身分卑しき者なれど―（2014年）
- 猫忠臣蔵（2015年）
- ワインガールズ（2024年）[4]

## ラジオ
- KOMAEAM椙本滋のごぜんさま木曜日（2020年7月2日 - ）パーソナリティ